# Seyre
 Seyre  es una comuna  (municipio) de Francia, en la región de Mediodía-Pirineos, departamento de Alto Garona, en el distrito de Toulouse y cantón de Nailloux.
Su población en el censo de 1999 era de 76 habitantes.
Está integrada en la Communauté de communes Coteaux du Lauragais Sud.

## Demografía
| 70 | 76 | 77 | 82 | 79 | 76 |
| Para los censos de 1962 a 1999 la población legal corresponde a la población sin duplicidades (Fuente: INSEE [Consultar]) |    |    |    |    |    |